# Друин, Павинсуда
Дже́ннифер Павинсу́да Друи́н (англ. Jennifer Paweensuda Drouinm, тайск. เจนนิเฟอร์ ปวีณสุดา แซ่ตั่น ดรูอิ้น; род. 12 октября 1993) — тайская фотомодель канадского происхождения, участница международного конкурса красоты «Мисс Вселенная 2019».

## Биография

### Ранние годы и образование
Павинсуда Друин родилась 12 октября 1993 года в Бангкоке в семье канадца французского происхождения и китаянки. 
Павинсуда выросла в Канаде, где получала школьное образование. По окончании средней школы поступила в Университет Калгари, который окончила в 2017 году, получив степень по кинезиологии.

### Карьера
Павинсуда, как победительница национального конкурса, представляла Таиланд на континентальном конкурсе «Miss Chinese Cosmos Southeast Asia 2013» и вошла там в восьмёрку лучших. В декабре 2013 года Павинсуда заняла 2-е место на национальном конкурсе красоты «Мисс Таиланд». В ноябре 2017 года Павинсуда представляла Таиланд на «Мисс Земля 2017» и вошла в топ-8 по итогам конкурса.
В июне 2019 года Павинсунда была коронована как победительница конкурса «Мисс Вселенная Таиланд 2019». Победа в национальном конкурсе красоты позволила ей принять участие на конкурсе «Мисс Вселенная 2019», где она вошла в топ-5